# سید جلال‌الدین اشرف

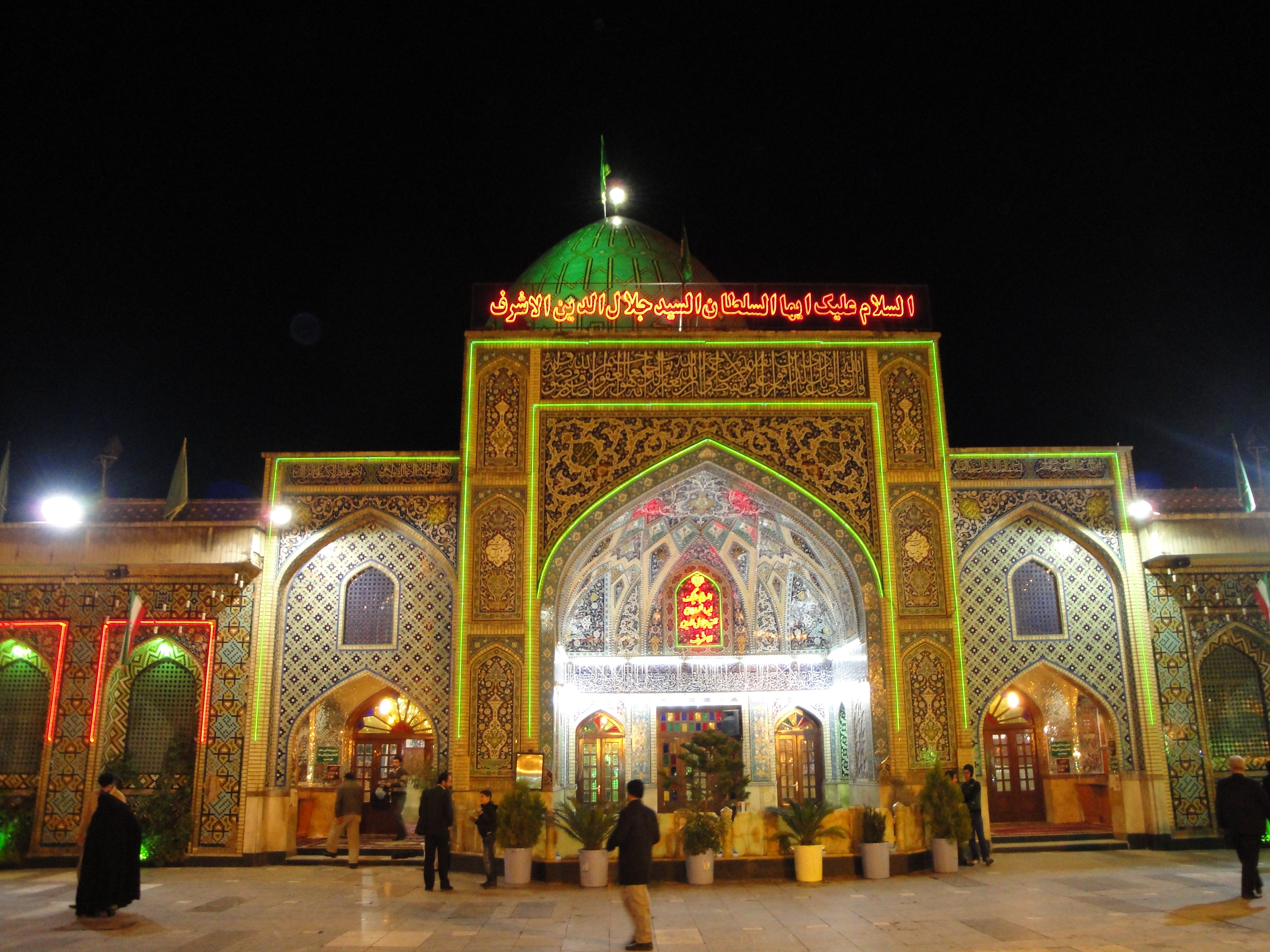
نمای بیرونی مرقد سیدجلال‌الدین اشرف

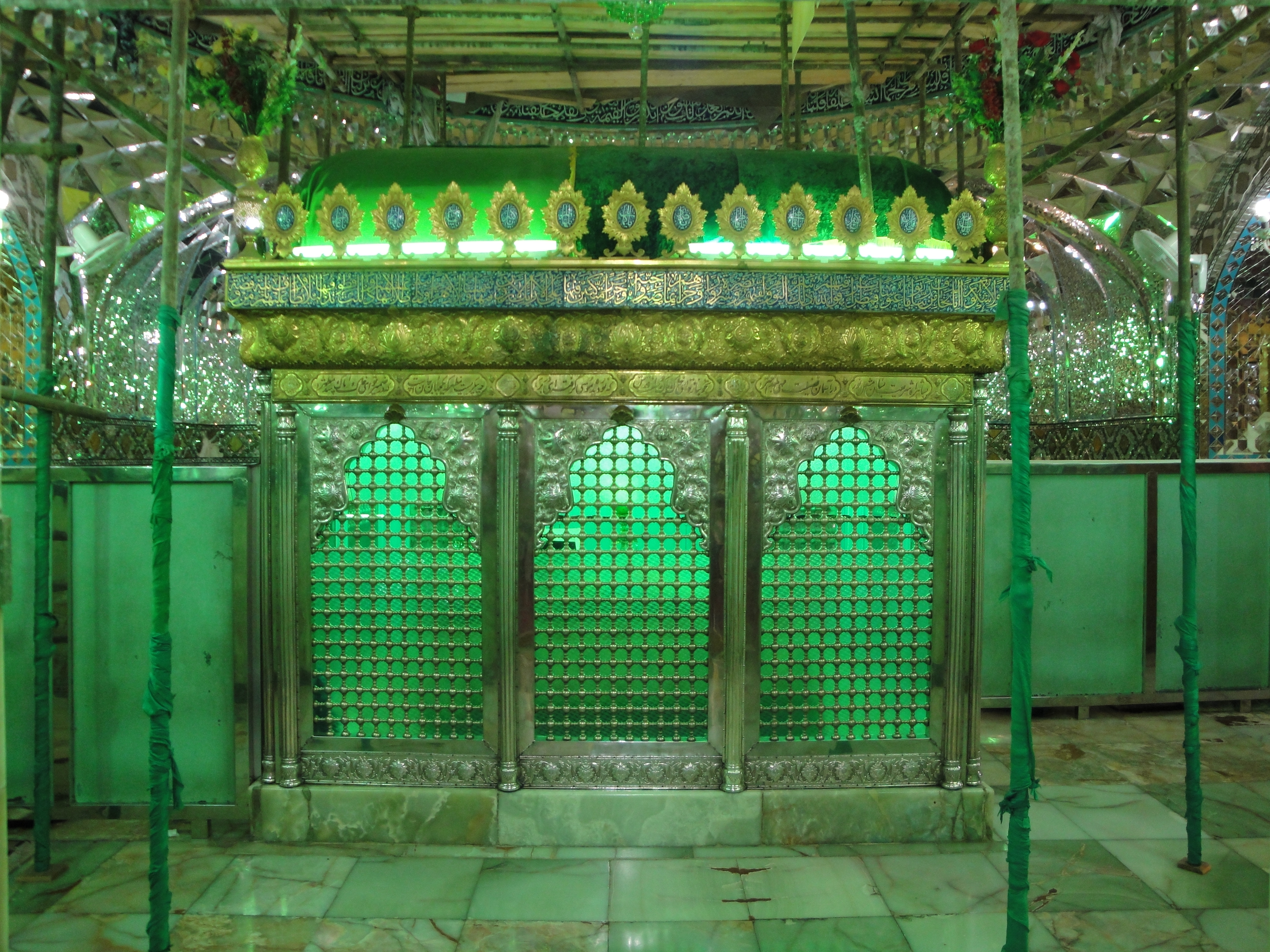
نمائی از ضریح سیدجلال‌الدین اشرف

سید جلال الدین اشرف از فرزندان موسی کاظم و تنها برادر تنی علی بن موسی الرضا(به گفته برخی) است.مزار سید جلال الدین اشرف در شهرستان آستانه اشرفیه و در ۳۵ کیلومتری شهر رشت واقع شده است. این شهرستان، بین دو شهرستان لاهیجان و رشت قرار دارد. 
بارگاه سید جلال الدین از قدیم‌الایام پذیرای گردشگران بومی و غیر بومی که به قصد زیارت به شهرستان آستانه اشرفیه سفر می‌کردند بوده‌ است. این بارگاه از نظر موقعیت جغرافیایی در مرکز شهر آستانه اشرفیه واقع شده و مهم ترین عامل پیشرفت شهرستان شده‌است.
مسئولان شهرستان آستانه اشرفیه برای توسعه‌ی این حرم طرحی موسوم به طرح حرم را برنامه‌ریزی نمودند که طی آن با گسترش حرم، این شهرستان به یکی از بزرگترین نقاط سیاحتی-زیارتی استان تبدیل شود. هم‌اکنون آستانه اشرفیه پنجمین شهر مذهبی ایران از این نظر می‌باشد.